# Dichapetalum
Dichapetalum es un género de plantas con flores perteneciente a la familia Dichapetalaceae. Comprende 378 especies descritas y de estas, solo 149 aceptadas.

## Descripción
Son árboles, arbustos, bejucos o trepadoras; plantas hermafroditas (en Nicaragua), polígamas o dioicas. Estípulas pequeñas, caducas o persistentes. Inflorescencias de panículas cimosas o corimbosas, ramificadas, con pedúnculos largos, éstos axilares o adnados al pecíolo, flores actinomorfas, brácteas pequeñas, receptáculo generalmente convexo o subaplanado; sépalos libres o connados en la base, iguales o subiguales; pétalos libres hasta la base, alternando con los sépalos, generalmente bicuculados y bilobados en el ápice, márgenes inflexos y a veces envolviendo a las anteras; estambres iguales, todos fértiles en las flores masculinas y perfectas, filamentos generalmente libres, raramente connados en la base, anteras ampliamente oblongas, introrsas; disco formado por 5 glándulas hipóginas y opuestas a los pétalos, glándulas enteras o de lobos poco profundos, libres o adnados; ovario globoso, 2 o 3-locular, con 2 óvulos en cada lóculo, estilos libres o connados casi hasta el ápice, pistilo rudimentario presente en las flores masculinas. Drupa seca, indehiscente, epicarpo pubescente, 1–3-locular.

## Distribución
Un género pantropical con 149 especies, la mayoría en África; 25 especies se encuentran en América tropical, 12 de ellas en Centroamérica.

## Taxonomía
El género fue descrito por Louis Marie Aubert Du Petit-Thouars  y publicado en Genera Nova Madagascariensia 23. 1806. La especie tipo es: Dichapetalum madagascariense Poir. 

## Especies seleccionadas
- Dichapetalum abrupti-acuminatum
- Dichapetalum acuminatum
- Dichapetalum acutifolium
- Dichapetalum acutisepalum
- Dichapetalum adnatiflorum
- Dichapetalum adolfi-friederici
- Dichapetalum affine
- Dichapetalum alaotrense
- Dichapetalum albidum